# 下茄荖
下茄荖，是臺灣彰化縣芬園鄉的一個傳統地名，位於該鄉東部。相較於今日行政區，其範圍大致包括茄荖村、嘉興村。

## 歷史
台灣清治末期至日治初期，下茄荖地區為一街庄，稱為「下茄荖庄」，隸屬於貓羅堡。該庄北與同安厝庄為鄰，東北及東隔烏溪與喀哩庄、丁臺庄相望，南邊為番仔田庄、頂茄荖庄、石頭埔庄，西邊以貓羅溪與芬園庄、社口庄為界。
1901年（日治明治三十四年）11月，該庄隸屬於臺中廳。1920年（大正九年），該庄改制為「下茄荖」大字，隸屬於臺中州彰化郡芬園庄。
戰後芬園庄改制為芬園鄉，隸屬於彰化縣，大字亦改制為村。

## 交通
國道3號又稱「福爾摩沙高速公路」，是貫穿台灣西部的兩條縱向高速公路之一，大致以東北—西南走向經過下茄荖地區東南部，境內雖無交流道，但草屯交流道即在南部邊界外不遠處，由此可快速前往南北各地。
省道台14線（光華路）為彰化至南投廬山的幹道，以橫向轉西北—東南走向經過下茄荖地區西南部，往西轉北可前往彰化中庄子接省道台1線，往東南可前往草屯、埔里、廬山等地。
省道台14乙線（碧興路二段）為本地區至南投五塊厝的幹道，其北側端點位於本地區西南部的省道台14線路口，往南可前往南投接省道台3線。